# Дангдут
Дангдут е един от най-популярните стилове в съвременната индонезийска поп-музика. В по-малка степен е популярен в Малайзия и в южната част на Филипините.

## Поява и разпространение
Стилът дангдут се заражда в края на 60-те и в началото на 70-те години на ХХ век сред работещите младежи на о-в Ява и бързо получава широко разпространение: през 1975 г. около 75% от всички музикални записи в Индонезия са в стил дангдут. От края на 90-те години на ХХ век предимно в Западна Индонезия (островите Ява, Суматра, Калимантан) дангдут надминава по популярност останалите стилове на съвременната поп-музика. Днес в повечето големи градове в Индонезия има специални концертни площадки, където почти всеки ден се организира дангдут-шоу.

## Основни характеристики
Названието „дангдут“ е от звукоподражателен характер и обозначава характерния „люшкащ се“ звук на ударния инструмент „табла“.
Текстовете разказват за любов, страдание и описват ежедневието.
Оркестровките са сходни с тези на западната шлагерна музика. Съществуват модерни разновидности на стила дангдут, в които са включени стилови елементи от стиловете хаус, R&B, латино.
Стилът дангдут се отличава с особения си ритъм, при който първата ритмична група в такта 4/4 е леко подчертана, а четвъртата – силно подчертана. Този ритъм е заимстван от музиката на ранното индийско кино.
Влияние върху формирането на стила дангдут оказва също така и традиционната арабска музика.
Обичайната дангдут-група се състои най-често от електрическа китара, кейборд, индийския ударен инструмент табла и индонезийската бамбукова флейта сулинг (Suling), както и други инструменти, общо от 4 до 8 инструменталисти и един вокалист (мъж или жена).

## Разновидности
Най-общо стилът дангдут има две разновидности.
Едната е в стила на родоначалника на дангдут Рома Ирама, наричан още Краля на дангдута. Тази разновидност често се нарича „чист дангдут“ или „нравствен дангдут“.
Втората разновидност е „дангдут кампунган“ („селски дангдут“). На селските сцени певиците често изпълняват еротични танци, докато пеят. Представителите на индонезийската средна класа определят дангдут-кампунган като „мръсен“, част от мюсюлманите го считат за харам („забранен“).

## Обществено значение
Музиката в стил дангдут е „отдушник“ за много представители на най-голямата (240 млн.) мюсюлманска нация в света.
През 2003 г. в индонезийското общество възниква дискусия по повод на танците на певицата Инул Даратиста. Според представителите на няколко мюсюлмански организации тя танцува прекалено еротично и уврежда народния морал. Рома Ирама подкрепя обвиненията срещу Инул Даратиста, наричайки изпълненията ѝ аморални, и приканва да се забранят изпълненията ѝ по телевизията. В резултат на тази дискусия през 2008 г. Народният консултативен конгрес (парламентът на Индонезия) приема закон, доста широко интерпретиращ понятието порнография.
С подобни аргументи през август 2008 г. в малазийския щат Kedah са забранени концертите на изпълнителките на дангдут.

## Дангдут и кино
В киното темата за музиката дангдут е застъпена в многото филми с участието на Рома Ирама, както и в мелодрамата на режисьора Руди Сьоджарво „Внезапен дангдут“ („Mendadak Dangdut“).